# Johnny Almond

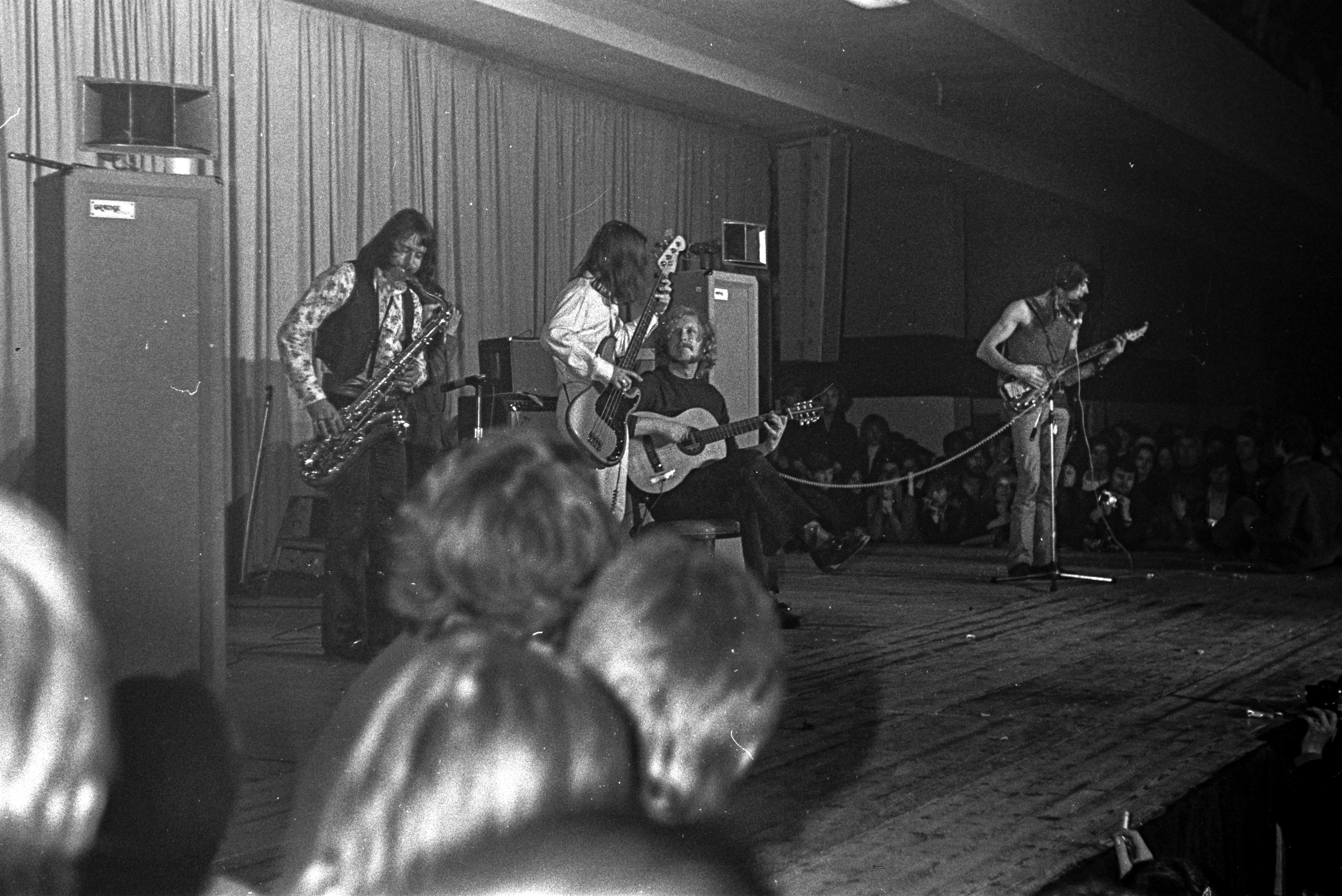
Jon Mark on acoustic guitar, Johnny Almond on saxophone, John Mayall on a Fender Telecaster guitar, Steve Thompson on bass, January 12, 1970 Niedersachsenhalle, Hannover

John "Johnny" Almond (Enfield Middlesex, 20 juli 1946 – 18 november 2009) was een Brits multi-instrumentalist.
Almond was de zoon van een batterist en werd beïnvloed door de jazzmuziek van de jaren 1940, onder meer van Benny Goodman en Woody Herman. Hij begon met het bespelen van de altsaxofoon, maar breidde zijn instrumentarium snel uit met tenorsaxofoon, dwarsfluit, piano en andere toetsinstrumenten en uiteindelijke ook vibrafoon. Krichtte samen met Tony Knights de muziekgroep Chess Men op en ging later rock-'n-roll spelen in de Big Roll Band van Zoot Money. Daarna stapte hij over naar de Alan Price Set en in 1969 trad hij toe tot John Mayalls Bluesbreakers. Hij volgde Mayall op tournee in de Verenigde Staten met onder meer een optreden op het Newport Jazz Festival. Hij speelt mee op de albums The Turning Point, met de saxofoonsolo die tot grote (toon)hoogte stijgt, en Empty Rooms. In dat jaar volgde ook het eerste muziekalbum onder eigen naam. Samen met muzikale partner Jon Mark, die ook in de Bluesbreakers speelde, stapte hij uit de band van Mayall om het duo Mark-Almond te vormen, dat succes had gedurende de jaren 70 had, vooral met Other People’s Room. Na het uiteengaan van beide heren, belandde Mark in de newagemuziek, van Almond ontbrak elk spoor totdat in 2009 het bericht van zijn overlijden door kanker kwam.

## Discografie

### John Mayall
- The Turning Point
- Empty Rooms

## Johnny Almond Music Machine
- 1969: Patent Pending
- 1970: Hollywood Blues

## Mark-Almond
- 1971: Mark-Almond
- 1972: Mark-Almond II
- 1972: Rising
- 1973: Mark-Almond 1973
- 1976: To the heart
- 1978: Other peoples' rooms
- 1980: Tuesday in New York
- 1981: Last & live

## Weblinks
- Bibliothèque nationale de France: cb13890699c (data)
- Gemeinsame Normdatei: 134573080
- International Standard Name Identifier: 0000 0000 7838 5124
- Library of Congress Control Number: no98022049
- MusicBrainz: 4f9cafa0-a4c2-4d90-9054-beea90a12763
- Nationale Bibliotheek van Tsjechië: xx0065408
- Nationale Bibliotheek van Israël: 987007332274505171
- Système universitaire de documentation: 157035662
- Virtual International Authority File: 61730822
- WorldCat: E39PBJqqBgQR96gKtVrRhFcMfq